# 아라이 히로마사
아라이 히로마사(일본어: 新井 宏昌, 1952년 4월 26일 ~ )는 일본의 전 프로 야구 선수이자 야구 지도자, 야구 해설가·평론가이다.
한국계 일본인으로 귀화 전 한국명은 박종률(朴鐘律)이다, 고교 야구와 도쿄 6대학 야구에서의 등록명, 그리고 드래프트 지명 시점에는 아라이 가네노리
(新井 鐘律)란 통명(일본식 이름)을 사용했지만, 일본에 귀화한 후에는 호적상의 이름 아라이 히로마사를 일본 프로 야구 선수 등록명으로 사용했다.
장녀는 2011년도 미스 재팬에서 미스 기모노로 선정된 아라이 히사에(화가·패션 모델), 셋째 딸은 2012년도 미스 재팬 그랑프리를 수상한 아라이 다카코(모델, 얼티메이트 선수)이다.

## 상세 정보

### 출신 학교
- PL가쿠엔 고등학교
- 호세이 대학

### 선수 경력
- 난카이 호크스(1975년 ~ 1985년)
- 긴테쓰 버펄로스(1986년 ~ 1992년)

### 지도자·기타 경력
- 마이니치 방송 야구 해설위원·스포츠 닛폰 야구 평론가(1993년)
- 오릭스 블루웨이브 타격 코치(1994년 ~ 1999년)
- 오릭스 블루웨이브 2군 감독(2000년 ~ 2001년)
- NHK 야구 해설위원·데일리 스포츠 평론가(2002년)
- 후쿠오카 다이에 호크스 타격 코치(2003년 ~ 2004년)
- 오릭스 버펄로스 수석 겸 타격 코치(2005년 ~ 2006년)
- 후쿠오카 소프트뱅크 호크스 1군 타격 코치(2007년 ~ 2008년)
- 오릭스 버펄로스 2군 감독(2010년 ~ 2012년)
- 히로시마 도요 카프 1군 타격 코치(2013년 ~ 2015년)
- J SPORTS 야구 해설위원(2016년 ~ 2018년)
- 후쿠오카 소프트뱅크 호크스 2군 타격 코치(2019년 ~ 2020년)

### 수상·타이틀 경력

#### 타이틀
- 수위 타자 : 1회(1987년)
- 최다 안타(당시는 타이틀이 아님) : 1회(1987년) ※1994년부터 타이틀로 제정됨

#### 수상
- 베스트 나인 : 4회(1979년, 1982년, 1986년, 1987년)
- 골든 글러브상 : 1회(1987년)
- 일본 시리즈 감투상 : 1회(1989년)

### 개인 기록

#### 첫 기록
- 첫 출장·첫 선발 출장 : 1975년 7월 25일, 대 다이헤이요 클럽 라이온스 후기 1차전(헤이와다이 구장), 1번·좌익수로서 선발 출장
- 첫 타석·첫 안타 : 상동, 1회초에 히가시오 오사무로부터 번트 안타
- 첫 도루 : 상동, 1회초에 2루 안착(투수 : 히가시오 오사무, 포수 : 구스키 도루)
- 첫 타점 : 상동, 7회초에 하마우라 도루로부터 중전 적시타
- 첫 홈런 : 1975년 8월 12일, 대 한큐 브레이브스 후기 4차전(니시쿄고쿠 구장), 9회초에 미요시 유키오로부터 3점 홈런

#### 기록 달성 경력
- 통산 1000경기 출장 : 1984년 4월 7일, 대 한큐 브레이브스 2차전(오사카 구장), 2번·좌익수로 선발 출장 ※역대 244번째
- 통산 1000안타 : 1984년 5월 24일, 대 긴테쓰 버펄로스 9차전(오사카 구장), 5회말에 야나기다 유타카로부터 우전 안타 ※역대 130번째
- 통산 1500안타 : 1988년 4월 10일 대 한큐 브레이브스 3차전(한큐 니시노미야 구장), 9회초에 호시노 노부유키로부터 중전 안타 ※역대 54번째
- 통산 1500경기 출장 : 1988년 4월 13일, 대 세이부 라이온스 1차전(후지이데라 구장), 2번·중견수로서 선발 출장 ※역대 86번째
- 통산 200희생타 : 1988년 7월 13일, 대 난카이 호크스 14차전(오사카 구장), 3회초에 야마우치 다카노리로부터 ※역대 6번째
- 통산 250희생타 : 1990년 5월 16일, 대 닛폰햄 파이터스 6차전(닛폰 생명 구장), 5회말에 쓰노 히로시로부터 투수 앞 희생타의 야수 선택 실책 ※역대 3번째
- 통산 300개의 2루타 : 1990년 7월 29일, 대 닛폰햄 파이터스 18차전(후지이데라 구장), 9회말에 니시자키 유키히로로부터 2루타 ※역대 28번째
- 통산 2000경기 출장 : 1992년 5월 17일, 대 후쿠오카 다이에 호크스 7차전(후지이데라 구장), 2번·우익수로서 선발 출장 ※역대 27번째
- 통산 2000안타 : 1992년 7월 8일, 대 오릭스 블루웨이브 14차전(후지이데라 구장), 3회말에 이토 아쓰노리로부터 우중간 3루타 ※역대 26번째
- 통산 300희생타 : 1992년 9월 10일, 대 지바 롯데 마린스 24차전(후지이데라 구장), 6회말에 히라누마 사다하루로부터 ※역대 2번째

#### 기타
- 올스타전 출장 : 4회(1987년 ~ 1989년, 1991년) ※모두 감독 추천
- 연간 최소 삼진 : 6회 ※퍼시픽 리그 기록

### 등번호
- 6(1975년 ~ 1985년)
- 9(1986년 ~ 1992년)
- 69(1994년 ~ 2001년, 2005년 ~ 2006년)
- 81(2003년 ~ 2004년, 2007년 ~ 2008년, 2010년 ~ 2015년)
- 77(2019년 ~ 2020년)

### 연도별 타격 성적
| 연 도       | 소 속       | 경 기 | 타 석 | 타 수 | 득 점 | 안 타 | 2 루 타 | 3 루 타 | 홈 런 | 루 타 | 타 점 | 도 루 | 도 루 자 | 희 생 번 | 희 생 플 | 볼 넷 | 고 4 | 사 구 | 삼 진 | 병 살 타 | 타 율 | 출 루 율 | 장 타 율 | O P S |
| ----------- | ----------- | ----- | ----- | ----- | ----- | ----- | ------- | ------- | ----- | ----- | ----- | ----- | -------- | -------- | -------- | ----- | ---- | ----- | ----- | -------- | ----- | -------- | -------- | ----- |
| 1975년      | 난카이      | 50    | 207   | 188   | 29    | 57    | 7       | 3       | 1     | 73    | 16    | 7     | 1        | 3        | 1        | 14    | 0    | 1     | 8     | 0        | .303  | .353     | .388     | .741  |
| 1976년      | 난카이      | 119   | 446   | 406   | 50    | 110   | 12      | 8       | 2     | 144   | 35    | 20    | 5        | 7        | 8        | 20    | 0    | 5     | 21    | 3        | .271  | .308     | .355     | .662  |
| 1977년      | 난카이      | 121   | 469   | 409   | 63    | 93    | 15      | 5       | 1     | 121   | 21    | 14    | 3        | 12       | 3        | 40    | 1    | 5     | 38    | 6        | .227  | .302     | .296     | 598   |
| 1978년      | 난카이      | 116   | 387   | 344   | 31    | 87    | 8       | 4       | 1     | 106   | 17    | 6     | 5        | 15       | 2        | 24    | 1    | 2     | 25    | 5        | .253  | .304     | .308     | .612  |
| 1979년      | 난카이      | 114   | 439   | 388   | 52    | 139   | 19      | 1       | 2     | 166   | 34    | 17    | 6        | 16       | 4        | 28    | 1    | 3     | 17    | 7        | .358  | .402     | .428     | .830  |
| 1980년      | 난카이      | 112   | 374   | 324   | 38    | 85    | 15      | 1       | 6     | 120   | 43    | 7     | 6        | 18       | 3        | 29    | 0    | 0     | 26    | 6        | .262  | .320     | .370     | .691  |
| 1981년      | 난카이      | 117   | 455   | 406   | 51    | 122   | 18      | 8       | 4     | 168   | 33    | 12    | 5        | 7        | 5        | 34    | 0    | 3     | 22    | 4        | .300  | .355     | .414     | .769  |
| 1982년      | 난카이      | 114   | 459   | 413   | 50    | 130   | 29      | 4       | 7     | 188   | 41    | 12    | 6        | 11       | 1        | 32    | 3    | 2     | 17    | 3        | .315  | .366     | .455     | .821  |
| 1983년      | 난카이      | 130   | 538   | 479   | 69    | 139   | 25      | 2       | 5     | 183   | 53    | 19    | 1        | 18       | 4        | 35    | 2    | 2     | 15    | 6        | .290  | .338     | .382     | .721  |
| 1984년      | 난카이      | 127   | 479   | 412   | 55    | 118   | 25      | 1       | 4     | 157   | 39    | 14    | 5        | 20       | 5        | 40    | 0    | 2     | 19    | 6        | .286  | .349     | .381     | .730  |
| 1985년      | 난카이      | 118   | 370   | 325   | 39    | 85    | 17      | 2       | 3     | 115   | 26    | 10    | 2        | 12       | 3        | 28    | 5    | 2     | 25    | 4        | .262  | .321     | .354     | .675  |
| 1986년      | 긴테쓰      | 130   | 572   | 514   | 72    | 148   | 31      | 4       | 12    | 223   | 51    | 6     | 2        | 27       | 6        | 25    | 1    | 0     | 26    | 5        | .288  | .317     | .434     | .751  |
| 1987년      | 긴테쓰      | 128   | 568   | 503   | 67    | 184   | 22      | 5       | 13    | 255   | 67    | 5     | 4        | 22       | 7        | 34    | 0    | 2     | 26    | 5        | .366  | .403     | .507     | .910  |
| 1988년      | 긴테쓰      | 125   | 523   | 465   | 64    | 133   | 23      | 5       | 8     | 190   | 54    | 2     | 2        | 25       | 3        | 29    | 3    | 1     | 31    | 7        | .286  | .327     | .409     | .736  |
| 1989년      | 긴테쓰      | 124   | 521   | 444   | 64    | 134   | 25      | 2       | 7     | 184   | 47    | 6     | 2        | 31       | 3        | 40    | 1    | 3     | 22    | 8        | .302  | .361     | .414     | .776  |
| 1990년      | 긴테쓰      | 115   | 424   | 363   | 58    | 106   | 19      | 4       | 6     | 151   | 34    | 4     | 3        | 21       | 2        | 35    | 3    | 3     | 26    | 3        | .292  | .357     | .416     | .773  |
| 1991년      | 긴테쓰      | 110   | 391   | 333   | 43    | 103   | 16      | 2       | 3     | 132   | 44    | 2     | 0        | 24       | 4        | 28    | 3    | 2     | 26    | 3        | .309  | .362     | .396     | .759  |
| 1992년      | 긴테쓰      | 106   | 341   | 295   | 38    | 65    | 12      | 4       | 3     | 94    | 25    | 2     | 1        | 11       | 3        | 29    | 0    | 3     | 32    | 6        | .220  | .294     | .319     | .613  |
| 통산 : 18년 | 통산 : 18년 | 2076  | 7963  | 7011  | 933   | 2038  | 338     | 65      | 88    | 2770  | 680   | 165   | 59       | 300      | 67       | 544   | 24   | 41    | 422   | 87       | .291  | .342     | .395     | .737  |

- 굵은 글씨는 시즌 최고 성적.